# Паралихты
Паралихты, или ложные палтусы (лат. Paralichthys) — род донных лучепёрых рыб из семейства паралихтиевых (Paralichthyidae) отряда камбалообразных (Pleuronectiformes), обитающих в основном в прибрежных водах Америки, но азиатский паралихт — из северо-восточной Азии. Самый крупный вид достигает около 1,5 м.

## Классификация
В род включают почти 20 видов:
- Paralichthys adspersus (Steindachner, 1867)
- Paralichthys aestuarius C. H. Gilbert & Scofield, 1898
- Paralichthys albigutta D. S. Jordan & C. H. Gilbert, 1882
- Paralichthys brasiliensis (Ranzani, 1842)
- Paralichthys californicus (Ayres, 1859) — Калифорнийский паралихт, или ложный калифорнийский палтус[1]
- Paralichthys delfini Pequeño & Plaza, 1987
- Paralichthys dentatus (Linnaeus, 1766) — Летний паралихт, или зубатый паралихт, или зубастая камбала[1]
- Paralichthys fernandezianus Steindachner, 1903
- Paralichthys isosceles D. S. Jordan, 1891
- Paralichthys lethostigma D. S. Jordan & C. H. Gilbert, 1884
- Paralichthys microps (Günther, 1881)
- Paralichthys oblongus (Mitchill, 1815) — перемещён в род Hippoglossina по некоторым источникам, включая FishBase.
- Paralichthys olivaceus (Temminck & Schlegel, 1846) — Азиатский паралихт, или ложный палтус
- Paralichthys orbignyanus (Valenciennes, 1839)
- Paralichthys patagonicus D. S. Jordan, 1889
- Paralichthys squamilentus D. S. Jordan & C. H. Gilbert, 1882
- Paralichthys triocellatus A. Miranda-Ribeiro, 1903
- Paralichthys tropicus Ginsburg, 1933
- Paralichthys woolmani D. S. Jordan & T. M. Williams, 1897